# Otávio Henrique Santos
Otávio Henrique Passos Santos, noto semplicemente come Otávio (Maceió, 4 maggio 1994), è un calciatore brasiliano, centrocampista del Fluminense.

## Caratteristiche tecniche
È un mediano.

## Carriera

### Club
Cresciuto nelle giovanili dell'Atlético Paranaense, esordisce in Série A il 20 aprile 2014 in un match vinto 1-0 contro il Grêmio.
Il 6 agosto 2017 è acquistato dal Bordeaux per cinque milioni di euro. Firma un contratto quadriennale.

## Statistiche

### Presenze e reti nei club
Statistiche aggiornate al 16 marzo 2025.
| Stagione                   | Squadra                    | Campionato                 | Campionato | Campionato | Coppe nazionali | Coppe nazionali | Coppe nazionali | Coppe continentali | Coppe continentali | Coppe continentali | Altre coppe | Altre coppe | Altre coppe | Totale | Totale | Totale |
| Stagione                   | Squadra                    | Comp                       | Pres       | Reti       | Comp            | Pres            | Reti            | Comp               | Pres               | Reti               | Comp        | Pres        | Reti        | Pres   | Reti   |        |
| -------------------------- | -------------------------- | -------------------------- | ---------- | ---------- | --------------- | --------------- | --------------- | ------------------ | ------------------ | ------------------ | ----------- | ----------- | ----------- | ------ | ------ | ------ |
| 2014                       | Atlético Paranaense        | A1/PR+A                    | 14+17      | 0          | CB              | 1               | 0               | CL                 | 0                  | 0                  | -           | -           | -           | 32     | 0      |        |
| 2015                       | Atlético Paranaense        | A1/PR+A                    | 3+32       | 0          | CB              | 0               | 0               | CS                 | 6                  | 0                  | -           | -           | -           | 41     | 0      |        |
| 2016                       | Atlético Paranaense        | A1/PR+A                    | 15+35      | 0+1        | CB              | 6               | 0               | -                  | -                  | -                  | PL          | 5           | 1           | 61     | 2      |        |
| 2017                       | Atlético Paranaense        | A1/PR+A                    | 4+13       | 0+1        | CB              | 3               | 0               | CL                 | 11                 | 0                  | -           | -           | -           | 31     | 1      |        |
| Totale Atlético Paranaense | Totale Atlético Paranaense | Totale Atlético Paranaense | 36+97      | 0+2        |                 | 10              | 0               |                    | 17                 | 0                  |             | 5           | 1           | 165    | 3      |        |
| 2017-2018                  | Bordeaux                   | L1                         | 21         | 0          | CF+CdL          | 0               | 0               | UEL                | -                  | -                  | -           | -           | -           | 21     | 0      |        |
| 2018-2019                  | Bordeaux                   | L1                         | 33         | 0          | CF+CdL          | 0+3             | 0               | UEL                | 7                  | 0                  | -           | -           | -           | 43     | 0      |        |
| 2019-2020                  | Bordeaux                   | L1                         | 25         | 2          | CF+CdL          | 2+1             | 0               | -                  | -                  | -                  | -           | -           | -           | 28     | 2      |        |
| 2020-2021                  | Bordeaux                   | L1                         | 18         | 1          | CF              | 0               | 0               | -                  | -                  | -                  | -           | -           | -           | 18     | 1      |        |
| 2021-feb. 2022             | Bordeaux                   | L1                         | 16         | 0          | CF              | 1               | 0               | -                  | -                  | -                  | -           | -           | -           | 17     | 0      |        |
| Totale Bordeaux            | Totale Bordeaux            | Totale Bordeaux            | 113        | 3          |                 | 7               | 0               |                    | 7                  | 0                  |             | -           | -           | 127    | 3      |        |
| 2022                       | Atlético Mineiro           | M1/MG+A                    | 6+24       | 0          | CB              | 4               | 0               | CL                 | 7                  | 0                  | SB          | 0           | 0           | 41     | 0      |        |
| 2023                       | Atlético Mineiro           | M1/MG+A                    | 11+27      | 0          | CB              | 1               | 0               | CL                 | 8                  | 0                  | -           | -           | -           | 47     | 0      |        |
| 2024                       | Atlético Mineiro           | M1/MG+A                    | 7+25       | 0          | CB              | 9               | 0               | CL                 | 9                  | 0                  | -           | -           | -           | 50     | 0      |        |
| gen.-feb. 2025             | Atlético Mineiro           | M1/MG+A                    | 3+0        | 0          | CB              | 0               | 0               | -                  | -                  | -                  | -           | -           | -           | 3      | 0      |        |
| Totale Atlético Mineiro    | Totale Atlético Mineiro    | Totale Atlético Mineiro    | 27+76      | 0          |                 | 14              | 0               |                    | 24                 | 0                  |             | 0           | 0           | 141    | 0      |        |
| 2025                       | Fluminense                 | A/RJ+A                     | 4+0        | 0          | CB              | 2               | 0               | CS                 | -                  | -                  | -           | -           | -           | 6      | 0      |        |
| Totale carriera            | Totale carriera            | Totale carriera            | 353        | 5          |                 | 33              | 0               |                    | 48                 | 0                  |             | 5           | 1           | 439    | 6      |        |

## Palmarès

### Competizioni statali
- Campionato Paranaense: 1

Atlético Paranaense: 2016
- Campionato Mineiro: 2

Atlético Mineiro: 2022, 2023 2024

### Competizioni nazionali
- Supercoppa del Brasile: 1

Atlético Mineiro: 2022